# Homonoea patrona
Homonoea patrona är en skalbaggsart som beskrevs av Newman 1842. Homonoea patrona ingår i släktet Homonoea och familjen långhorningar.
Artens utbredningsområde är Filippinerna. Inga underarter finns listade i Catalogue of Life.